# Đức Mẹ Tà Pao
Tượng Đức Mẹ trên núi Tà Pao (gọi tắt là tượng Đức Mẹ Tà Pao; tiếng Pháp: Notre Dame de Ta Pao) nằm ở xã Đồng Kho, tỉnh Lâm Đồng. Tượng Đức Mẹ này đúc bằng xi măng trắng cao 3m, đặt trên một bệ vuông cao 2m. Quần thể công trình tượng đài, lễ đài Đức Mẹ Tà Pao hiện đang là một trong những trung tâm hành hương lớn của người Công giáo Việt Nam, có tên chính thức là Trung tâm Thánh Mẫu Tà Pao.

## Tên gọi
Tà Pao có thể dễ phân tích theo tiếng K'Ho như sau: "Tà" nghĩa là bến sông, Pao là một tên riêng của một người chủ bến đó. Khu vực Tà Pao là một bến đỗ của thuyền bè giao thương trên Sông La Ngà, khu vực này trao đổi hàng hoá và buôn bán, sau đó nơi này được thành lập là Chợ Tà Pao thuộc xã Đồng Kho.
Một quan điểm khác chưa được kiểm chứng: "Tà Pao" là tên đặt theo tiếng của dân tộc K'Ho có nghĩa là "Một giấc mơ đẹp" ("Tà": đẹp theo nghĩa linh thiêng, "Pao": giấc mơ). Nhưng nếu được viết hoặc phát âm là "Tàmpao" thì có nghĩa là "Suối mơ".

## Lịch sử
Năm 1959, Lễ kính Đức Mẹ Vô Nhiễm nguyên tội được tổ chức rất long trọng tại các Giáo phận miền Nam Việt Nam nhằm kỷ niệm 100 năm Đức Mẹ hiện ra tại Lộ Đức, được gọi là Đại hội Thánh Mẫu Toàn quốc. Dịp này, tổng thống Ngô Đình Diệm, một người theo đạo Công giáo đã chỉ thị cho Phủ Tổng uy dinh điền xây dựng năm tượng đài Đức Mẹ ở Miền Trung, Miền Nam và Cao nguyên Trung phần trong các năm 1959, 1960 và 1961 bao gồm: Đức Mẹ Giang Sơn (Đắk Lắk), Đức Mẹ Thác Mơ (Phước Long), Đức Mẹ Phượng Hoàng (Kon Tum cũ), Đức Mẹ Trinh Phong (Ninh Thuận cũ) và Đức Mẹ Tà Pao (Bình Tuy, Bình Thuận cũ).
Ngày 8 tháng 12 năm 1959, lễ Cung hiến và khánh thành tượng Đức Mẹ Tà Pao do Giám mục Paul Raymond Marie Marcel Piquet Lợi (Giám mục giáo phận Nha Trang bấy giờ) cử hành, với sự chứng kiến của đông đảo linh mục, tu sĩ và hàng chục ngàn giáo dân phần lớn gốc di cư từ Huế, Nha Trang, Buôn Mê Thuột, Đồng bằng sông Cửu Long... Có thể nói Lễ Cung hiến và khánh thành tượng Đức Mẹ Tà Pao là một Đại lễ tôn giáo tầm cỡ quốc gia lúc bấy giờ ở miền Nam Việt Nam.
Từ năm 1964 đến năm 1975, toàn bộ vùng Bắc Ruộng (bắc sông La Ngà) thuộc quyền kiểm soát của Chính Quyền cách mạng Lâm thời Cộng Hoà Miền Nam Việt Nam. Hầu hết giáo dân đi sơ tán về vùng Nam Ruộng (nam sông La Ngà) và những nơi khác, nên tượng Đức Mẹ Tà Pao dường như bị lãng quên từ đó.
Sau năm 1975, vào khoảng tháng 10 năm 1980, một số giáo dân thuộc vùng kinh tế mới xã Đức Tân và xã Huy Khiêm đã tiến hành tìm kiếm lại tượng Đức Mẹ Tà Pao. Vào mùa Phục Sinh năm 1989, một số giáo dân giáo xứ Nghị Đức và Huy Khiêm đến thăm viếng tượng Đức Mẹ Tà Pao và phát hiện phần đầu, tay, chân của tượng bị bể nát. Khoảng cuối tháng 6 năm 1991, nhân dịp lễ hai thánh Tông Đồ thánh Phêrô và thánh Phaolô, những người này được sự cho phép và cổ vũ của Giám mục Nicôla Huỳnh Văn Nghi (Giám mục giáo phận Phan Thiết bấy giờ) và sự khích lệ của linh mục Phanxicô Xaviê Đinh Tân Thời (quản xứ Duy Cần cũ, nay giáo xứ Gia An) đã đến nhờ nhà điêu khắc Lê Phát (hiện đang ở giáo xứ Ngũ Phúc, giáo phận Xuân Lộc) đắp vá và sửa sang lại tượng Đức Mẹ Tà Pao. Công việc hoàn tất ngày 30 tháng 7 năm 1991.

## Hiện tượng về bức tượng Đức Mẹ Tà Pao
Ngày 29 tháng 9 năm 1999, lễ các Tổng lãnh thiên thần, một số giáo dân vùng Phương Lâm và phụ cận, sau đó là các vùng Dốc Mơ, Gia Kiệm, Hố Nai, rồi Sài Gòn... tuôn đổ về vùng giáp ranh giữa Phương Lâm và Tánh Linh với ước muốn được tận mắt chứng kiến hiện tượng lạ như lời kể của ba em học sinh ở Phương Lâm trước đó. Các em cho rằng đã thấy Đức Mẹ hiện ra và bay về phía bên kia núi.
Kể từ đầu năm 2000, nhiều đoàn người đổ xô về núi Tà Pao để hành hương. Từ đó đến nay, nhiều người Công giáo đã tường thuật lại nhiều câu chuyện lạ và ơn lạ xung quanh bức tượng Đức Mẹ Tà Pao.
Hiện nay, tượng Đức Mẹ Tà Pao và khu vực khuôn viên đã được chính quyền tỉnh Bình Thuận cho phép Tòa Giám mục Phan Thiết tiến hành trùng tu với hai hạng mục: xây dựng lễ đài và xây dựng bậc cấp để lên núi. Lễ đài được xây dựng trên nền cũ với diện tích 200m² còn bậc cấp được xây mới dài 250m, rộng 2m, trên 400 bậc, nhằm mục đích phục vụ khách hành hương thuận tiện khi lên núi viếng Đức Mẹ. Công trình được khánh thành vào ngày 13 tháng 5 năm 2007 (ngày 13 hàng tháng vẫn thường có thánh lễ do Giám mục giáo phận Phan Thiết cử hành trên núi hoặc dưới chân núi) và chính thức có tên gọi Trung tâm Hành hương Đức Mẹ Tà Pao. Năm 2009, Giáo phận Phan Thiết tổ chức "Năm Thánh Đức Mẹ Tà Pao" để kỉ niệm 50 năm khánh thành bức tượng. Sự kiện này thu hút rất đông khách hành hương đến khu vực này mỗi tháng..
Một nguồn tin địa phương cho hay: Vào năm 2000 có 1 trận lụt lớn ở khu vực Chợ Tà Pao, Tà Trang, La Ngâu. Khiến khu này khổ càng thêm khổ, sau lũ ít hôm thì có các đoàn cứu trợ đến giúp. Nhân duyên này họ đã thấy tượng của Đức mẹ trên núi (tượng đã có rất lâu về trước, và cũng ít người quan tâm, chủ yếu là thấy tượng đã tồn tại từ bao giờ không ai biết), từ lúc đó có những tin đồn là có Đức mẹ hiển linh. Một cách rất Tâm Linh, khu vực này được các tổ chức viếng thăm và hỗ trợ người dân ở đây có cuộc sống tốt hơn rất nhiều, giúp dân địa phương trở nên giàu có hơn sau lũ lụt.

## Hình ảnh

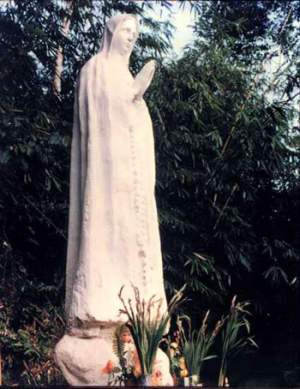
Bức tượng khi được phát hiện lại hồi năm 1999.
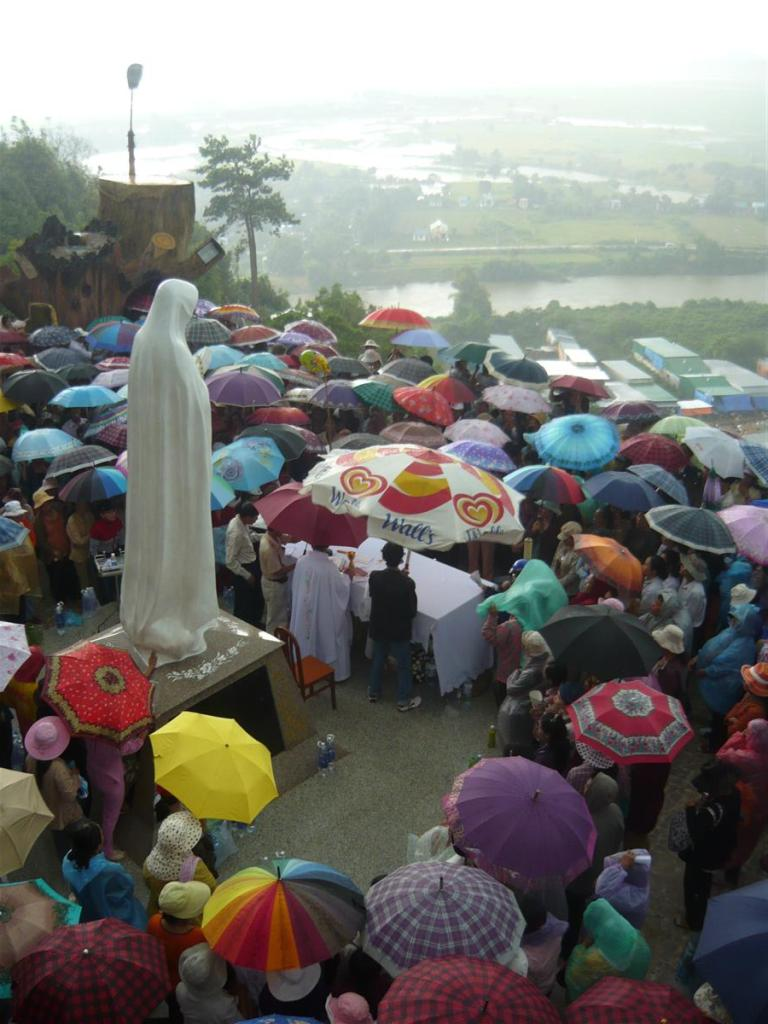
Khu vực bức tượng sau khi được trùng tu. Phía trước là sông La Ngà
Vị trí bức tượng trên núi
Biểu trưng "Năm Thánh Đức Mẹ Tà Pao"